# Kevin Álvarez (Fußballspieler, 1999)
Kevin Nahin Álvarez Campos (* 15. Januar 1999 in Colima, Colima) ist ein mexikanischer Fußballspieler auf der Position eines Verteidigers.

## Leben
Zur Saison 2019/20 erhielt Álvarez bei seinem Ausbildungsverein CF Pachuca seinen ersten Profivertrag. Seinen ersten Einsatz in der höchsten mexikanischen Spielklasse bestritt Álvarez am 16. August 2019, als das Auswärtsspiel beim Puebla FC mit 4:0 gewonnen wurde. 
Nachdem er schnell zum Stammspieler seines langjährigen Vereins avanciert war, gewann Álvarez mit den Tuzos in der Apertura 2022 die mexikanische Fußballmeisterschaft.

## Nationalmannschaft
Seinen ersten Länderspieleinsatz bestritt Álvarez am 3. Juli 2021 in einem Freundschaftsspiel gegen Nigeria, das mit einem 4:0-Sieg der Mexikaner endete. 
Kevin Álvarez ist der einzige Spieler aus der mexikanischen U-23-Auswahl, der für das mexikanische WM-Aufgebot 2022 berücksichtigt wurde.

## Erfolge
CF Pachuca
- Mexikanischer Meister: Apertura 2022